# 姆巴伊·迪亚涅
姆巴伊·迪亚涅（法語：Mbaye Diagne，1958年3月18日—1994年5月31日）是一名塞内加尔军人，他在1994年卢旺达种族屠杀中作为联合国维和人员解救了数百位平民，1994年5月31日在卢旺达牺牲。2014年，联合国以他为名设立维和最高荣誉奖——“姆巴伊上尉非凡勇气勋章”。

## 生平
姆巴伊·迪亚涅出生于塞内加尔北部盧加地区的一座小村庄，他从达喀尔大学毕业后参军。1983年1月，他进入国立现役军官学校（法語：Ecole nationale des officiers d'active）就读，并于次年7月毕业。随后他被任命为塞内加尔陆军第12训练营排长。1985年，他在国立现役士官学校（法語：Ecole nationale des sous-officiers d'active）担任教官。1989年起，他在冈比亚联邦营（后成为第6步兵营）担任第3连连长，并参与了卡萨芒斯冲突。1991年，迪亚涅获得上尉军衔。
1993年，迪亚涅作为非洲统一组织军事观察员前往卢旺达，负责监视卢旺达内战。之后被分配到联合国卢旺达援助团，负责监督《阿鲁沙协议》的执行。

### 卢旺达种族屠杀中的救援行动
1994年4月6日晚，载着卢旺达总统和布隆迪总统的专机即将降落卢旺达基加利时被地对空导弹击落，全机无一人幸免。胡图族极端分子在数小时内夺取了权力，卢旺达种族灭绝随即爆发。极端分子在当晚前去抓捕此时法理上的国家首脑、温和派胡图人——总理阿加特·乌维林吉伊马纳，总理及其丈夫被杀害，保护他们的10名比利时维和士兵也被带到军营杀害。总理的5个孩子躲在隔壁的联合国开发计划署的屋内，后被迪亚涅一人开车偷偷将孩子们转移到受联合国保护的千丘酒店。
面对着种族屠杀的惨状，迪亚涅不顾上级命令，独自一人、手无寸铁地开着联合国的汽车出去，把四处的人们藏在车里救到安全的区域。迪亚涅是一名虔诚的穆斯林，但他车上会带着啤酒、威士忌和香烟，还带着军用口粮和现金。他凭借这些贿赂和自己幽默的沟通技巧来通过沿途联攻派民兵的路障。迪亚涅的车一趟可以带回5-6个人。联合国曾尝试组织车队，把人们从千山酒店疏散到机场，刚开出不远就遭到民兵阻拦，狂热的民兵试图杀死车上的人，迪亚涅主动上前拦住了民兵，警告他们，“我不会允许你伤害他们，你必须先杀了我”。民兵最终没有下手，只是将车队逼回了酒店。
维和部队指挥官罗密欧·达莱尔作证道：“他独自离开，然后把几十个人从种族灭绝的血腥狂欢中解救回来。”达莱尔清楚迪亚涅的行动有违命令，但从未阻拦过。
1994年5月31日早上，图西族武装卢旺达爱国阵线已占据上风，与政府军激烈争夺基加利。政府军首脑奥古斯丁·毕济穆谷找来迪亚涅，要他去卢旺达爱国阵线控制地域给达莱尔转交信件。迪亚涅在驾车经停一处政府军检查站时，一发迫击炮弹落在了车旁，迪亚涅被弹片击中当场死亡。联合国人员前去收殓他的尸体，由于找不到裹尸袋，只能找蓝色塑料布临时缝制了一个。他的遗体于次日从基加利机场运回，转经内罗毕送回塞内加尔，裹尸袋上覆以联合国旗帜。
关于迪亚涅在大屠杀期间的救援人数没有精确记录。他的战友法耶表示，迪亚涅至少拯救了400或500人。2011年美国国务院表彰迪亚涅拯救了600人。在联合国安理会2014年的决议中写道“拯救了数百人甚至可能是一千人”。

## 纪念
2005年，姆巴伊·迪亚涅被追授塞内加尔国家雄狮勋位团骑士勋章。2010年，卢旺达总统保罗·卡加梅追授他卢旺达反种族灭绝运动勋章（UMURINZI奖）2011年，美国国务卿希拉里·克林顿在纪念《关于难民地位的公约》签订60周年大会上点名表彰了姆巴伊·迪亚涅。
2014年，联合国安理会通过第2154（2014）号决议，以姆巴伊·迪亚涅为名设立“姆巴伊上尉非凡勇气勋章”，授予“在为人类和联合国工作过程中，冒着极大危险执行任务或履行职责，表现出非凡勇气的联合国军事、警察和文职人员和相关人员”。。姆巴伊上尉非凡勇气勋章是目前联合国三大维和勋章之一。2016年，首枚勋章由联合国秘书长潘基文颁给迪亚涅的遗孀。
2019年，塞内加尔武装部队在其第二大城捷斯的训练中心改以姆巴伊·迪亚涅命名。